# Z-матрица (математика)
В математике класс Z-матриц составляют те матрицы, чьи внедиагональные элементы меньше или равны нулю, то есть элементы Z-матрицы имеют вид:
{\displaystyle Z=(z_{ij});\quad z_{ij}\leq 0,\quad i\neq j.}
Данное определение в точности совпадает с определением взятой со знаком минус матрицы Метцлера, или квазиположительной матрицы. Поэтому иногда в литературе Z-матрицы называют квазиотрицательными матрицами, но только в том контексте, когда они рассматриваются вместе с квазиположительными.
Матрица Якоби конкурирующих динамических систем по определению является Z-матрицей. Аналогично, если матрица Якоби коллективной динамической системы является Z-матрицей, взятой со знаком минус.
Близкими к классу Z-матриц являются L-матрицы, M-матрицы, P-матрицы, матрицы Гурвица и матрицы Метцлера. L-матрицы имеют дополнительное свойство, что все их диагональные элементы больше нуля. M-матрицы имеют несколько эквивалентных определений, одно из которых: Z-матрица называется M-матрицей, если она невырождена и обратная к ней неотрицательна.  Все матрицы, являющиеся одновременно как Z-матрицами, так и L-матрицами, это невырожденные M-матрицы.